# Jumada al-ula
Jumada al-ula (àrab: جمادى الأولى, jumādà al-ūlà) o jumada al-àwwal (àrab: جمادى الأول, jumādà al-awwal) és el cinquè mes del calendari musulmà i té 30 dies.
El mot jumada ve de jumda, que vol dir ‘terra seca’, ‘terra desproveïda de pluja’. Així, el nom d'aquest mes vol dir ‘primer mes sec’ i el segueix el de jumada al-àkhira, que vol dir ‘darrer (o segon) mes sec’. Aquests dos mesos estan precedits pels de rabí al-àwwal i rabí al-àkhir, procedents de l'arrel rabia, ‘primavera’, és a dir, respectivament: ‘primer mes de primavera’ i ‘darrer (o segon) mes de primavera’. Però amb l'aplicació del calendari lunar estricte, que fa que els mesos es desplacin d'uns 12 dies cada any, aquests noms ja no corresponen amb les estacions esmentades.

## Dates assenyalades
- 15 de jumada al-ula, naixença de l'imam xiïta Alí Zayn-al-Abidín.